# Ligne Kakogawa
La ligne Kakogawa (加古川線, Kakogawa-sen) est une ligne ferroviaire japonaise exploitée par la West Japan Railway Company (JR West). Cette ligne relie Kakogawa à Tamba dans la préfecture de Hyōgo.

## Histoire
La section entre Kakogawa et Nishiwakishi est ouverte en 1913 par le chemin de fer Banshu (播州鉄道). La ligne est prolongée à Tanikawa en 1924. La ligne est nationalisée en 1943.

## Caractéristiques

### Ligne
La ligne suit le tracé du fleuve Kako dans le centre de la préfecture de Hyōgo. Elle se trouve en connexion avec la ligne Sanyō et la ligne Fukuchiyama. La ligne Kakogawa est représentée par le symbole I.
- Longueur : 48,5 km
- Ecartement : 1 067 mm
- Electrification : 1 500 Vcc
- Nombre de voies : Voie unique

### Liste des gares
La ligne comprend 21 gares avec une distance moyenne de 2,43 km entre chaque gare.
| Gare           | Nom japonais | Distance entre chaque gare | Distance depuis Kakogawa | Correspondance                                                        | Localisation |
| -------------- | ------------ | -------------------------- | ------------------------ | --------------------------------------------------------------------- | ------------ |
| Kakogawa       | 加古川       | -                          | 0                        | JR West : Ligne Sanyō (Ligne JR Kobe) Ligne Takasago (fermée en 1984) | Kakogawa     |
| Hioka          | 日岡         | 2,5                        | 2,5                      |                                                                       | Kakogawa     |
| Kanno          | 神野         | 2,3                        | 4,8                      |                                                                       | Kakogawa     |
| Yakujin        | 厄神         | 2,6                        | 7,4                      |                                                                       | Kakogawa     |
| Ichiba         | 市場         | 4,1                        | 11,5                     |                                                                       | Ono          |
| Onomachi       | 小野町       | 2,2                        | 13,7                     |                                                                       | Ono          |
| Ao             | 粟生         | 2,9                        | 16,6                     | Hōjō Railway : Hōjō Shintetsu : Ao                                    | Ono          |
| Kawainishi     | 河合西       | 2,6                        | 19,2                     |                                                                       | Ono          |
| Aonogahara     | 青野ヶ原     | 2,1                        | 21,3                     |                                                                       | Ono          |
| Yashirochō     | 社町         | 2,9                        | 24,2                     |                                                                       | Katō         |
| Takino         | 滝野         | 3,1                        | 27,3                     |                                                                       | Katō         |
| Taki           | 滝           | 1,1                        | 28,4                     |                                                                       | Katō         |
| Nishiwaki      | 西脇         | 2,8                        | 31,2                     |                                                                       | Nishiwaki    |
| Shin-Nishiwaki | 新西脇       | 1,1                        | 32,3                     |                                                                       | Nishiwaki    |
| Hie            | 比延         | 2,3                        | 34,6                     |                                                                       | Nishiwaki    |
| Nihonhesokōen  | 日本へそ公園 | 1,5                        | 36,1                     |                                                                       | Nishiwaki    |
| Kurodashō      | 黒田庄       | 2,4                        | 38,5                     |                                                                       | Nishiwaki    |
| Hon-Kuroda     | 本黒田       | 3,5                        | 42,0                     |                                                                       | Nishiwaki    |
| Funamachiguchi | 船町口       | 1,8                        | 43,8                     |                                                                       | Nishiwaki    |
| Kugemura       | 久下村       | 2,5                        | 46,3                     |                                                                       | Tamba        |
| Tanikawa       | 谷川         | 2,2                        | 48,5                     | JR West : Ligne Fukuchiyama                                           | Tamba        |

## Matériel roulant

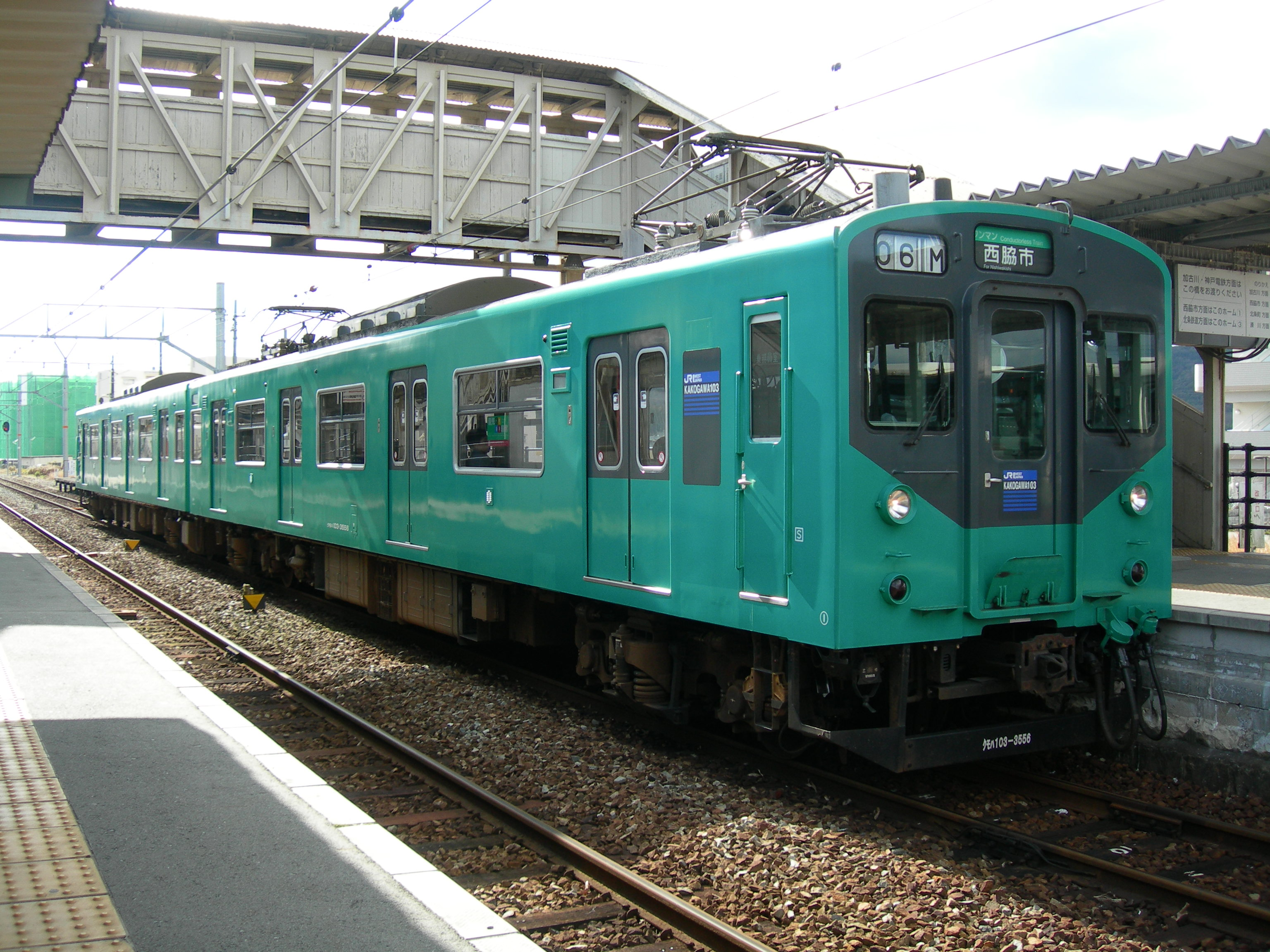
Automotrice série 103
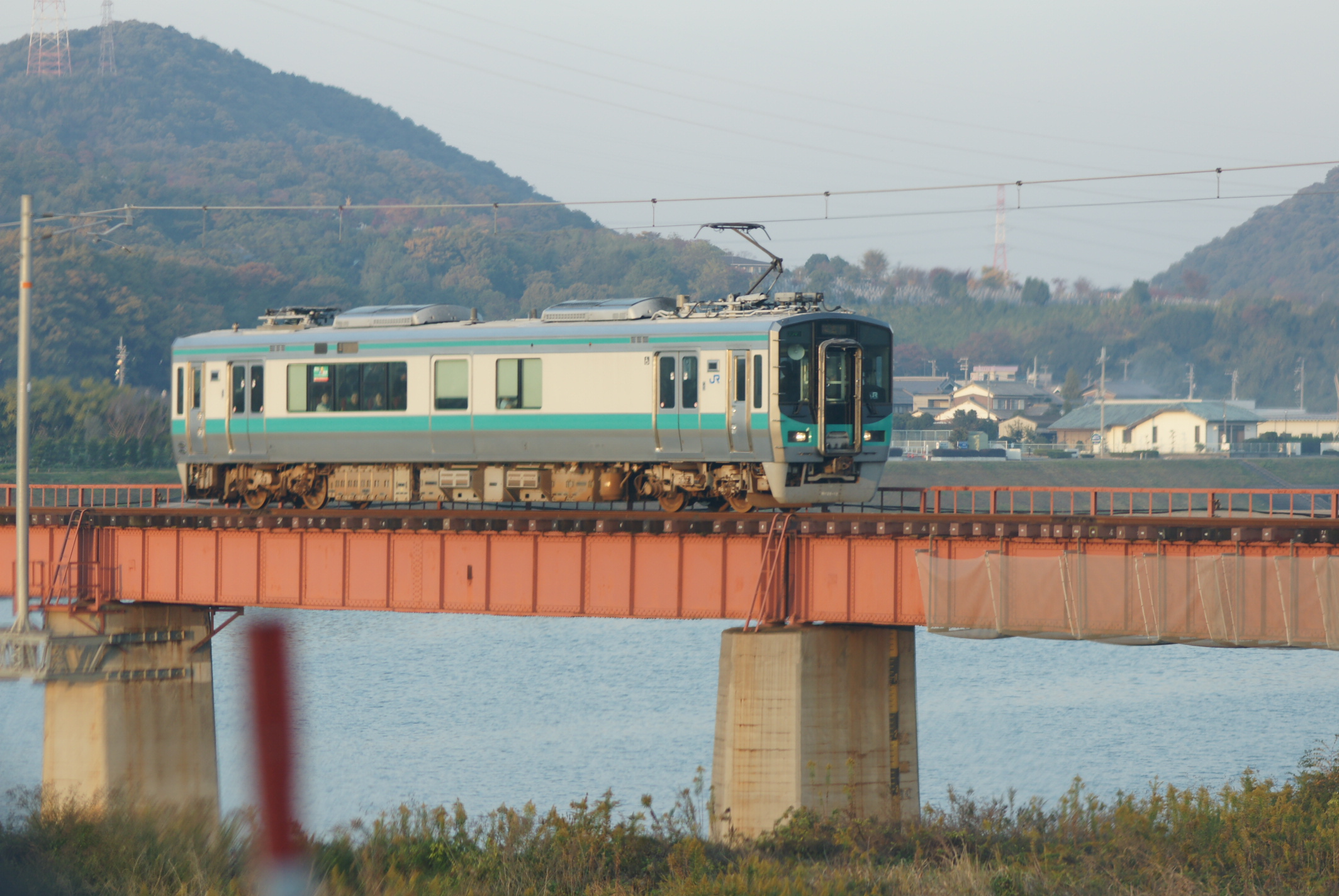
Automotrice série 125